# Álvaro Vargas Llosa
Álvaro Augusto Mario Vargas Llosa (ur. 18 marca 1966 w Limie) – peruwiański publicysta i politolog.
Jest synem pisarza Mario Vargasa Llosy i jego drugiej żony Patricii. Ukończył studia historyczne w 
London School of Economics. W 1990 roku brał udział w kampanii prezydenckiej swego ojca. Jest komentatorem politycznym publikującym w szeregu pism w Stanach Zjednoczonych i Ameryce Łacińskiej, pracował również w radiu i telewizji. W swoich tekstach odwołuje się do ideologii liberalizmu, stawiając ją w opozycji do lewicowych i rewolucyjnych (kolektywnych) koncepcji rozwoju Ameryki Południowej. Jest autorem książek napisanych w języku angielskim i hiszpańskim, m.in. sygnowanego wspólnie z Plinio Apuleyo Mendozą i Carlosem Alberto Montanerem Manual del perfecto idiota latinoamericano. W języku polskim ukazała się książka Mit Che a przyszłość wolności.